# Erik Gustaf Queckfeldt
Erik Gustaf Queckfeldt, född 14 september 1688 i Ingsberg, Nässjö socken, död 7 augusti 1776 på Stensholms säteri, var en svensk militär som sin karriär som generallöjtnant.
Han var son till hovrådet hos drottning Kristina Gustaf Gustafsson Queckfeldt och dennes hustru Anna Maria Slatte. Erik Gustaf Queckfeldt fick genom arv Stensholms säteri i sin ägo, där han levde under stora delar av sitt liv. Queckfeldt var, när han dog 58 år efter Karl XII, en av de sista karolinerna som tjänstgjort redan före slaget vid Poltava 1709.

## Militär karriär i korthet
Erik Gustaf Queckfeldt påbörjade sin militära karriär 1705 som volontär vid Smålands femmänningsinfanteriregemente. Två år senare, 1707, utnämndes han till korpral vid Upplands tremänningskavalleriregemente och befordrades 1709 till kornett vid samma regemente.
Under slaget vid Poltava 1709 deltog han aktivt och blev där svårt sårad då han fick kroppen genomskjuten av en muskötkula. Senare samma år följde han med Karl XII till Turkiet, där han 1711 deltog i krimtatarernas fälttåg mot Ryssland och 1713 i den så kallade kalabaliken i Bender.
År 1714 befordrades Queckfeldt till Löjtnant vid Smålands kavalleriregemente, och redan året därpå utnämndes han till Ryttmästare vid samma regemente. År 1718 tjänstgjorde han som menig vid Kunglig Majestäts Drabanter och Livskvadron, där han 1720 avancerade till korpral.
Han fortsatte sin tjänst vid Livdrabantkåren och blev adjutant där 1743. Tre år senare, 1746, utnämndes han till löjtnant vid kåren. År 1747 blev han Överste vid Jönköpings regemente, och 1756 befordrades han till Generalmajor. Två år senare, 1758, var han ordförande i Generalkrigsrätten och utnämndes 1759 till Generallöjtnant.